# Cardiocondyla sekhemka
Cardiocondyla sekhemka é uma espécie de formiga do gênero Cardiocondyla, pertencente à subfamília Myrmicinae.